# Renato Rossini (calciatore)
Renato Rossini (Siena, 22 giugno 1899 – ...) è stato un calciatore italiano, di ruolo centrocampista.

## Carriera
Con il Parma disputa otto campionati, dal 1919 al 1927, con 72 presenze e 27 reti realizzate.
Successivamente gioca una stagione con L'Aquila in Prima Divisione, vincendo anche il campionato (con conseguente promozione nel successivo campionato di Serie B).

## Palmarès

### Club

#### Competizioni nazionali
- Seconda Divisione: 1

Parma: 1924-1925
- Prima Divisione: 1

L'Aquila: 1933-1934